# 시미즈 리사 (축구 선수)
시미즈 리사(일본어: 清水 梨紗, 1996년 6월 15일 ~ )는 일본의 여자 축구 선수이다.

## 국가대표팀 경력
2012년 FIFA U-17 여자 월드컵에 출전했다.
그녀는 2018년 알가르브컵에 참가할 일본 국가대표팀에 발탁되었으며, 2월 28일 네덜란드와의 경기에서 데뷔했다. 2018년 AFC 여자 아시안컵 우승, 2018년 아시안 게임 금메달 획득에 기여했다. 2번의 FIFA 여자 월드컵, 2번의 하계 올림픽에도 출전했다.

## 통계
| 일본 | 일본 | 일본 |
| 연도 | 출전 | 득점 |
| ---- | ---- | ---- |
| 2018 | 19   | 0    |
| 2019 | 12   | 0    |
| 2020 | 2    | 0    |
| 2021 | 11   | 1    |
| 2022 | 13   | 0    |
| 2023 | 16   | 3    |
| 2024 | 7    | 0    |
| 통산 | 80   | 4    |